# Bauwerke in Buenos Aires
Die argentinische Hauptstadt Buenos Aires besitzt viele Sehenswürdigkeiten, einige von ihnen haben bedeutenden historischen oder künstlerischen Wert.

## Monumente

### Mástil en Plaza Colombia

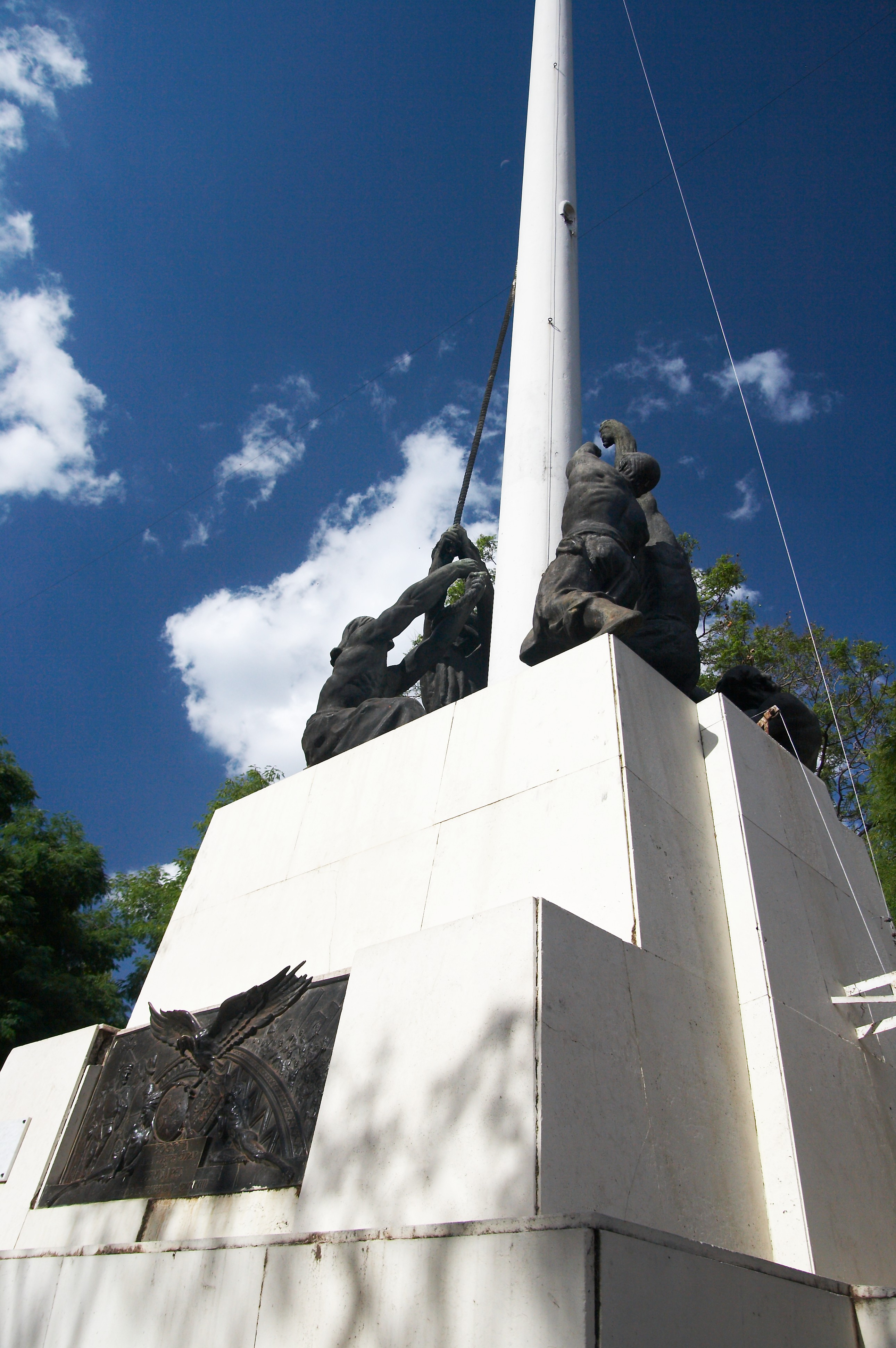
Mástil Plaza Colombia

Der Mástil (deutsch: „Hals, Mast“) befindet sich auf der Plaza Colombia im Stadtteil Barracas. Der Mast und die Skulpturengruppe „Hissen der Flagge“ wurden von dem Bildhauer Julio C. Vergottini geschaffen. Die Skulpturengruppe, bestehend aus Messing, wurde in Kolumbien gegossen und war 1940 ein Geschenk der kolumbianischen Regierung an Buenos Aires.

### Monumento a General Manuel Belgrano

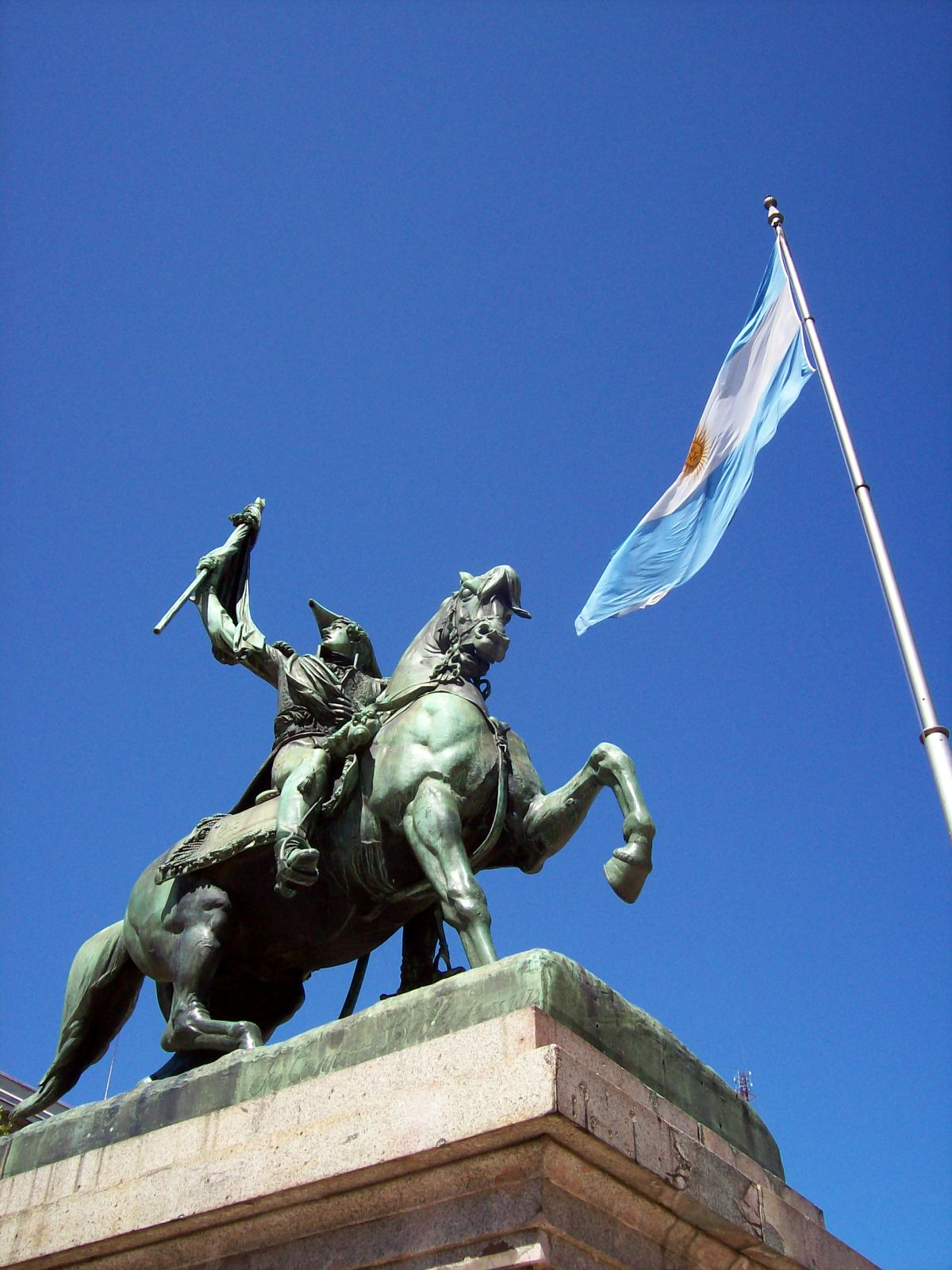
General Belgrano

Das Monument zum Gedenken an den General Manuel Belgrano befindet sich auf der Plaza de Mayo. Es handelt sich um eine Reiterstatue aus Bronze auf einem großen Granit-Sockel und zeigt Belgrano mit der argentinischen Flagge. Das Standbild wurde von dem französischen Bildhauer Albert-Ernest Carrier-Belleuse und dem Argentinier Manuel de Santa Coloma geschaffen und 1873 eingeweiht. Das Monument wurde aus privaten Spenden finanziert, um die Dankbarkeit der argentinischen Bevölkerung gegenüber dem General zu zeigen.

### Monumento de los Dos Congresos
Das Denkmal auf der Plaza del Congresoin Montserrat wurde aus Stein aus Nancy (Frankreich) geschaffen. Der Entwurf hierfür stammt von dem belgischen Architekten Eugène D'Huicque, die Bronze-Statuen wurden von dem belgischen Künstler Jules Lagae entworfen. Es wurde in Brüssel hergestellt und am 9. Juli 1914 eingeweiht. Es erinnert an den 100. Jahrestag der Unabhängigkeitserklärung von 1816 und stellt die Republik dar. Die Allegorie zu ihren Füßen symbolisiert den Überfluss. Die zwei Nebenfiguren repräsentieren die Versammlung von 1813 und den Kongress von 1816. Das Denkmal ist außerdem geschmückt mit Darstellungen einheimischer Fauna sowie Pferden und Kondoren.

### Monumento de los Españoles
Das „Monumento a La Carta Magna y las Cuatro Regiones Argentinas“, wie es offiziell heißt, steht im Stadtteil Palermo. Es wurde 1910 von der spanischen Gemeinde gestiftet, um an den 100. Jahrestag der Mai-Revolution zu erinnern. Aus diesem Grund wird es auch einfach „Monumento De los Españoles“ (spanisches Denkmal) genannt. Es ist 24,5 Meter hoch und besteht aus Marmor aus Carrara und Messing. Es wurde von dem spanischen Bildhauer Agustí Querol Subirats geschaffen.
Am 5. März 1916 sank das spanische Passagierschiff Príncipe de Asturias der Pinillos Line, aus Barcelona kommend, 78 Seemeilen vor Rio de Janeiro. Bei diesem Unglück starben 445 Menschen und das Material, das für das Denkmal vorgesehen war, versank im Ozean. Im folgenden Jahr wurde Ersatz erbeten. Schließlich überbrachte am 25. Mai 1927 der Herzog von Amalfi, auf Anordnung von König Alfons XIII., dem Präsidenten Marcelo Torcuato de Alvear symbolisch das Werk.

### Monumento a Estrada
Das Denkmal auf der Plaza Loria ist dem Historiker, Journalisten und Publizisten José Manuel Estrada gewidmet. Er war auch ein Politiker in Buenos Aires in der zweiten Hälfte des 19. Jahrhunderts. Die Skulptur wurde 1937 von der Stadtverwaltung in Auftrag gegeben und am 11. November 1947 eingeweiht. Sie wurde von dem Bildhauer Héctor Rocha geschaffen, der auch die Statue von Manuel Belgrano auf der Plaza Manuel Belgrano und das Monumento a Guillermo Rawson entwarf.

### Monumento a Giuseppe Garibaldi
Das Monument zum Gedenken an Giuseppe Garibaldi steht auf der Plaza Italia in Palermo. Es wurde von italienischen Einwanderern gestiftet und entworfen von dem italienischen Bildhauer Eugenio Maccagnani. Es handelt sich um eine Replik eines Standbildes in Brescia (Italien) und wurde am 19. Juni 1904 eingeweiht.

### Monumento a General Juan Lavalle
Die Skulptur ist eine Arbeit des Bildhauers Pedro Costa und steht auf der Calle Tucumán. Sie wurde aus Marmor und Sandstein gefertigt. Bartolomé Mitre war der Vorsitzende der Kommission, die für die Errichtung des Denkmals geschaffen wurde. Es entstand während der Regierungszeit von Marcelo Torcuato de Alvear. 
Durch einen eigenartigen „Zufall“ wurde das Denkmal vor dem Haus von Felicia Dorrego, der Tochter von Juan Manuel de Rosas, errichtet.

### Monumento a Mariano Moreno
Das Monumento a Mariano Moreno steht auf der Plaza Mariano Moreno. Es wurde von Miguel Blay y Fábregas geschaffen und am 1. Oktober 1910 eingeweiht. Mariano Moreno war ein Anwalt, Journalist und Politiker, der eine wichtige Rolle in der Mai-Revolution spielte. Er war außerdem Gründer der ersten argentinischen Tageszeitung, der La Gazeta de Buenos Aires.

### Monumento a Bartolomé Mitre
Das Denkmal für Bartolomé Mitre steht auf der Plaza Mitre und wurde von den Italienern Luis Calandra, David und Eduardo Rubino geschaffen. Das imposante Werk besteht aus weißem Carrara-Marmor und beherrscht den Platz.

### Monumento Las Nereidas

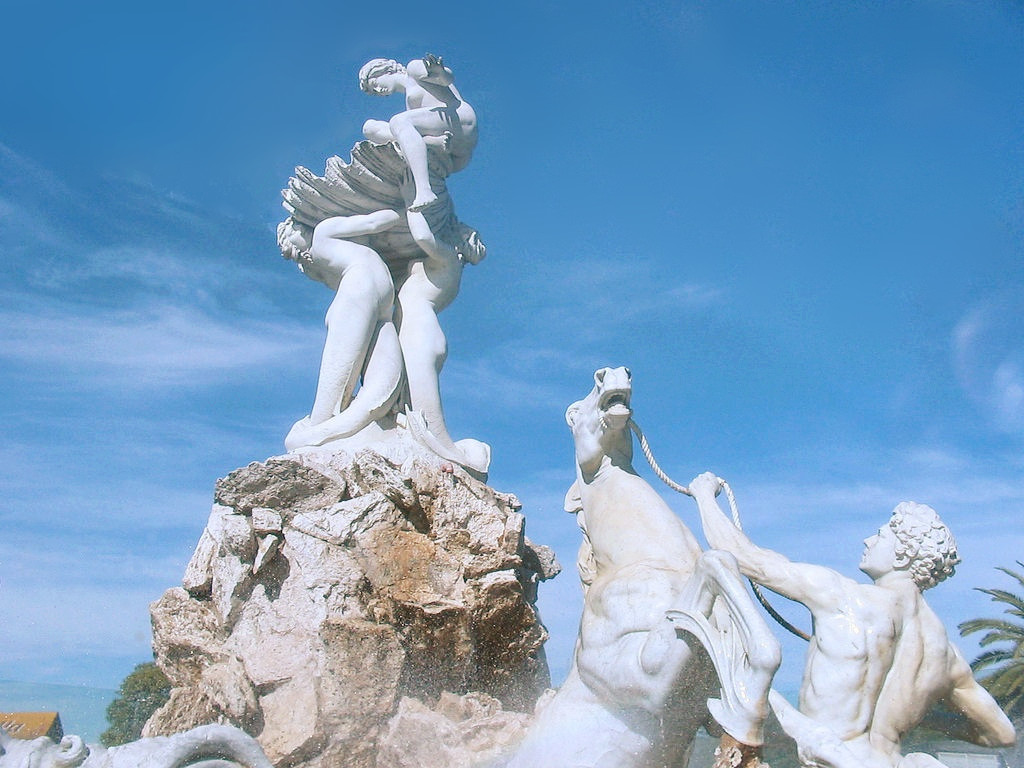
Nereiden-Brunnen

Der Nereiden-Brunnen steht heute, nach mehreren Umzügen, auf der "Costanera Sur". Er wurde 1903 von Lola Mora entworfen. Die sinnliche und erotische Skulptur machte der Stadtverwaltung Probleme nach einem geeigneten Standort.
Lola Mora war eine Rebellin und eine der wenigen weiblichen Bildhauerinnen. Sie studierte in Argentinien und Italien, wo sie ihre besten Arbeiten schuf, einige von ihnen auf Anfrage der argentinischen Regierung. 1900 schuf sie zwei Bas-Reliefs für die Casa Histórica de la Independencia in San Miguel de Tucumán.

### Obelisco de Buenos Aires
Hauptartikel: Obelisk von Buenos Aires
Der Obelisk ist eines der Wahrzeichen von Buenos Aires und auch Veranstaltungsort für zahlreiche kulturelle Events. Die Einwohner von Buenos Aires nennen ihn einfach El Obelisco.
Der Obelisk wurde im Mai 1936 errichtet, um den 400. Jahrestag der Stadtgründung zu feiern. Sein Standort auf der Plaza de la República, der Kreuzung der Avenida 9 de Julio und Avenida Corrientes, war auch der Ort, wo zum ersten Mal die argentinische Flagge an San Nicolás gehisst wurde. Er ist 67 Meter hoch, die Basis ist 49 m² groß. Der Obelisk wurde von dem Architekten Alberto Prebisch entworfen und die Konstruktion dauerte lediglich vier Wochen.

### Monumento a Guillermo Rawson
Das Denkmal für den Arzt und Politiker Guillermo Rawson wurde von Héctor Rocha entworfen, von dem auch das „Monumento a Estrada“ stammt. Es ist aus Bronze gegossen, der Marmorsockel ist dekoriert mit den Figuren „Vernunft“ und „Wissenschaft“. Auf der rechten Seite symbolisiert eine männliche Figur in antiker römischer Kleidung die Redegabe und eine sitzende Figur auf der linken Seite stellt das Wissen dar. Auf der Front steht geschrieben: „Laus - Virtus - 1821-1890“. Nach Rawson wurde auch die Hauptstadt der Provinz Chubut benannt.

### Monumento a Julio Argentino Roca
Das Monumento a Julio Argentino Roca wurde am 19. Oktober 1941 auf der Plazoleta Ricardo Tanturi eingeweiht. Es hat einen Marmorsockel mit zwei Figuren, die „Heimat“ und „Arbeit“ symbolisieren, und ein Pedestal aus Granit, gekrönt mit einer Reiterskulptur aus Messing des uruguayischen Bildhauers José Zorrilla.
Julio Argentino Roca war ein General und Präsident Argentiniens von 1880 bis 1886.

### Monumento a Juan Manuel de Rosas
Das Denkmal erinnert an den ehemaligen argentinischen Präsidenten de Rosas. Es steht im Stadtteil Palermo. Seine Regierungszeit war dominiert von Gewalt – er tötete viele seiner Gegner und andere, die ihn nicht unterstützten –, weshalb das Denkmal zum Schutz von einem hohen Zaun umgeben ist.

### Monumento al General San Martín
Das Monument zu Ehren von General José de San Martín steht auf der Plaza General San Martín. Es wurde 1862 von Louis-Joseph Daumas geschaffen.

### Pirámide de Mayo

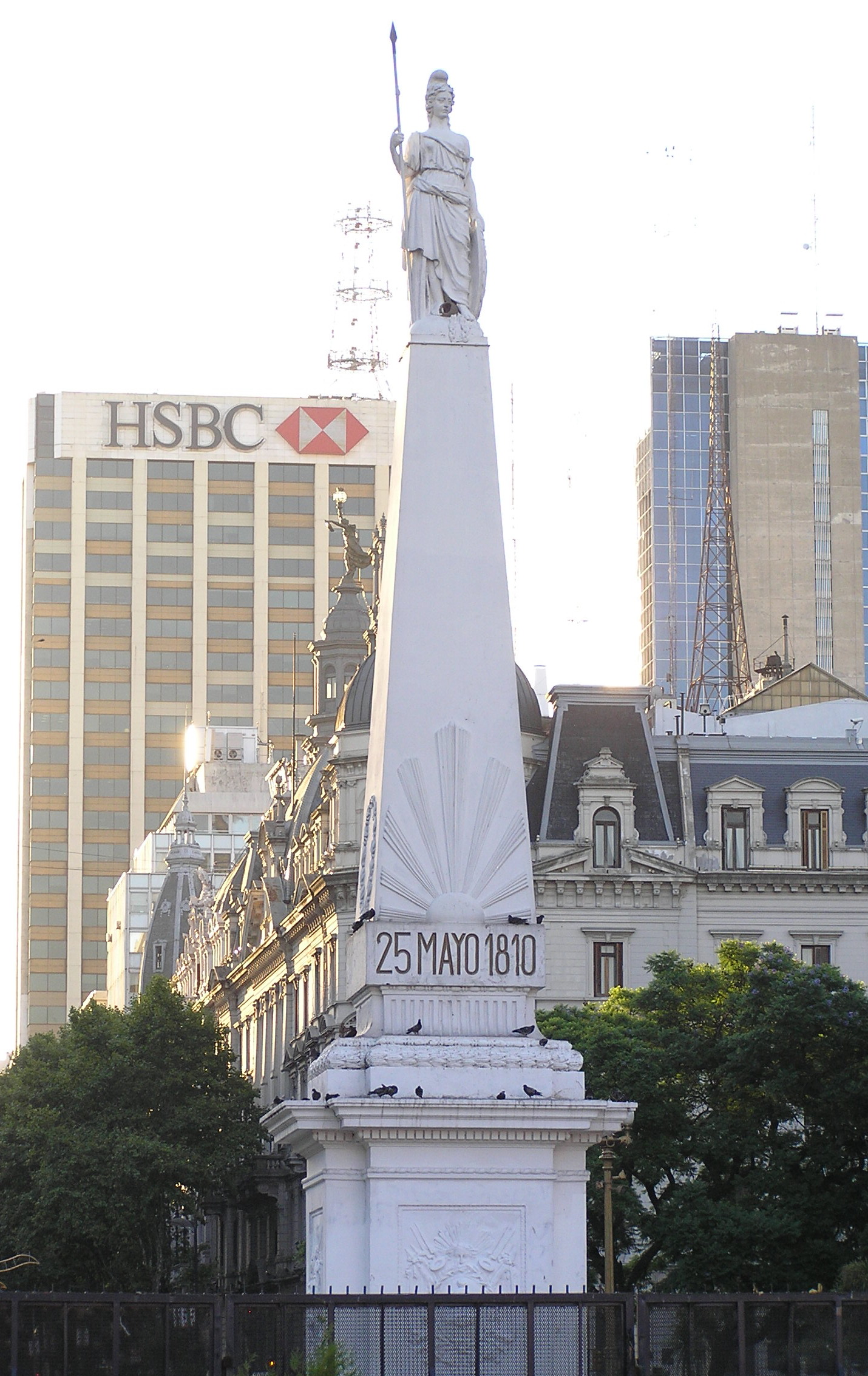
Pirámide de Mayo

Die Mai-Pyramide steht im Zentrum der Plaza de Mayo. Sie ist das älteste nationale Monument von Buenos Aires und wurde 1811 in Auftrag gegeben, um an den ersten Jahrestag der Mai-Revolution zu erinnern. 1912, mittlerweile mehrmals verändert, wurde sie um 63 Meter nach Osten verschoben, da man die Idee hatte, evtl. ein noch größeres Monument um sie herum zu bauen. Die Mai-Pyramide wird gekrönt von einer Allegorie der Freiheit, geschaffen von dem Franzosen Joseph Dubourdieu. Vom Boden bis zur Spitze misst die Pyramide 18,76 Meter.

### Torre Monumental
Der Torre Monumental, der bis 1982 Torre de los Ingleses (Turm der Engländer) hieß, ist ein Uhrturm im Stadtteil Retiro. Er wurde am 24. Mai 1916 eingeweiht. Der Turm ist 75,5 Meter hoch und hat acht Stockwerke. Der Turm war ein Geschenk der britischstämmigen Argentinier an die Stadt und erinnert an den hundertsten Jahrestag der Mai-Revolution von 1810. Nach dem Falklandkrieg wurde der Turm offiziell umbenannt in Torre Monumental, jedoch benennen ihn manche immer noch nach seinem ursprünglichen Namen Torre de los Ingleses.

## Offizielle Gebäude

### Cabildo
Hauptartikel: Cabildo de Buenos Aires
Der Cabildo (deutsch: Stadtrat) im Stadtteil Montserrat war während der Kolonialzeit der Regierungssitz des Vizekönigs. Das Original-Gebäude wurde 1610 fertiggestellt, aber schon nach kurzer Zeit war es zu klein und musste erweitert werden. Über die Jahre wurden weitere Veränderungen vorgenommen, darunter der Abriss von je drei Bögen auf jeder Seite. 1940 restaurierte der Architekt Mario Buschiazzo den Cabildo anhand von Originaldokumenten, ein Wiederaufbau der abgerissenen Gebäudeteile war jedoch nicht möglich aufgrund seines Standortes.
Heute ist im Cabildo das “Museo Nacional del Cabildo y la Revolución de Mayo” untergebracht. Es zeigt Gemälde, Gegenstände, Kleidung und Schmuck aus dem 18. Jahrhundert. Im Patio (Innenhof) des Gebäudes ist ein Brunnen aus dem Jahr 1835 zu sehen.

### Casa Rosada
Hauptartikel: Casa Rosada
Die Casa Rosada (Rosa Haus) ist der Amtssitz des argentinischen Präsidenten. Es steht am östlichen Ende der Plaza de Mayo, einem großen Platz, der seit der Gründung von Buenos Aires 1580 von den wichtigsten politischen Institutionen der Stadt und des Landes umgeben ist.
Auf dem Grundstück, das ursprünglich am Ufer des Río de la Plata lag, stand zuerst ein Fort, das von Juan de Garay 1594 errichtet wurde. 1713 wurde dieses durch das Castello San Miguel ersetzt, das als Sitz der Kolonialregierung diente. Nach der Unabhängigkeit Argentiniens ließ der Präsident Bernardino Rivadavia 1825 einen Portikus im neo-klassischen Stil anbauen. 1857 befahl Präsident Justo José de Urquiza den Abriss und einen Neubau. Dieser stammt von dem Architekten Edward Taylor. Im italienischen Stil erbaut, war es zwischen 1859 und 1890 das größte Gebäude in Buenos Aires.

### Catedral Metropolitana
Hauptartikel: Catedral Metropolitana de Buenos Aires
Die Catedral Metropolitana de Buenos Aires ist die Mutterkirche des Erzbistums Buenos Aires und als solche die Hauptkirche der Katholiken in Buenos Aires. 
Sie befindet sich im Stadtzentrum in San Nicolás an der Kreuzung San Martín und Rivadavia (der nordwestlichen Ecke der Plaza de Mayo).
Der erste Kirchenbau an dieser Stelle entstand im 16. Jahrhundert. Seitdem wurde die Kirche, bis zu ihrem heutigen Zustand, mehrere Male abgerissen und neu gebaut. Das derzeitige Gebäude ist eine Mischung aus verschiedenen architektonischen Stilen mit einem Mittelschiff aus dem 18. Jahrhundert und einer neoklassischen Fassade aus dem 19. Jahrhundert. Innen ist sie geschmückt mit wertvollen Statuen und einem Altar aus dem 18. Jahrhundert sowie mit Dekorationen im Neorenaissance und Neobarock-Stil.

### Congreso de la Nación
Hauptartikel: Argentinischer Kongresspalast
Der Nationalkongress ist der Sitz der Legislative, also des Parlamentes. Das Gebäude liegt am, der Casa Rosada entgegengesetzten, Ende der Avenida de Mayo. Er wurde von Vittorio Meano entworfen und 1906 eingeweiht. Da er im Laufe der Zeit zu klein wurde, sind die Büros der Abgeordneten in einen Anbau aus den 1970er Jahren ausgelagert.
Vor dem Kongress liegt die Plaza del Congreso, die sowohl bei Touristen beliebt ist, als auch ein bevorzugter Ort für Kundgebungen.

### Biblioteca Nacional

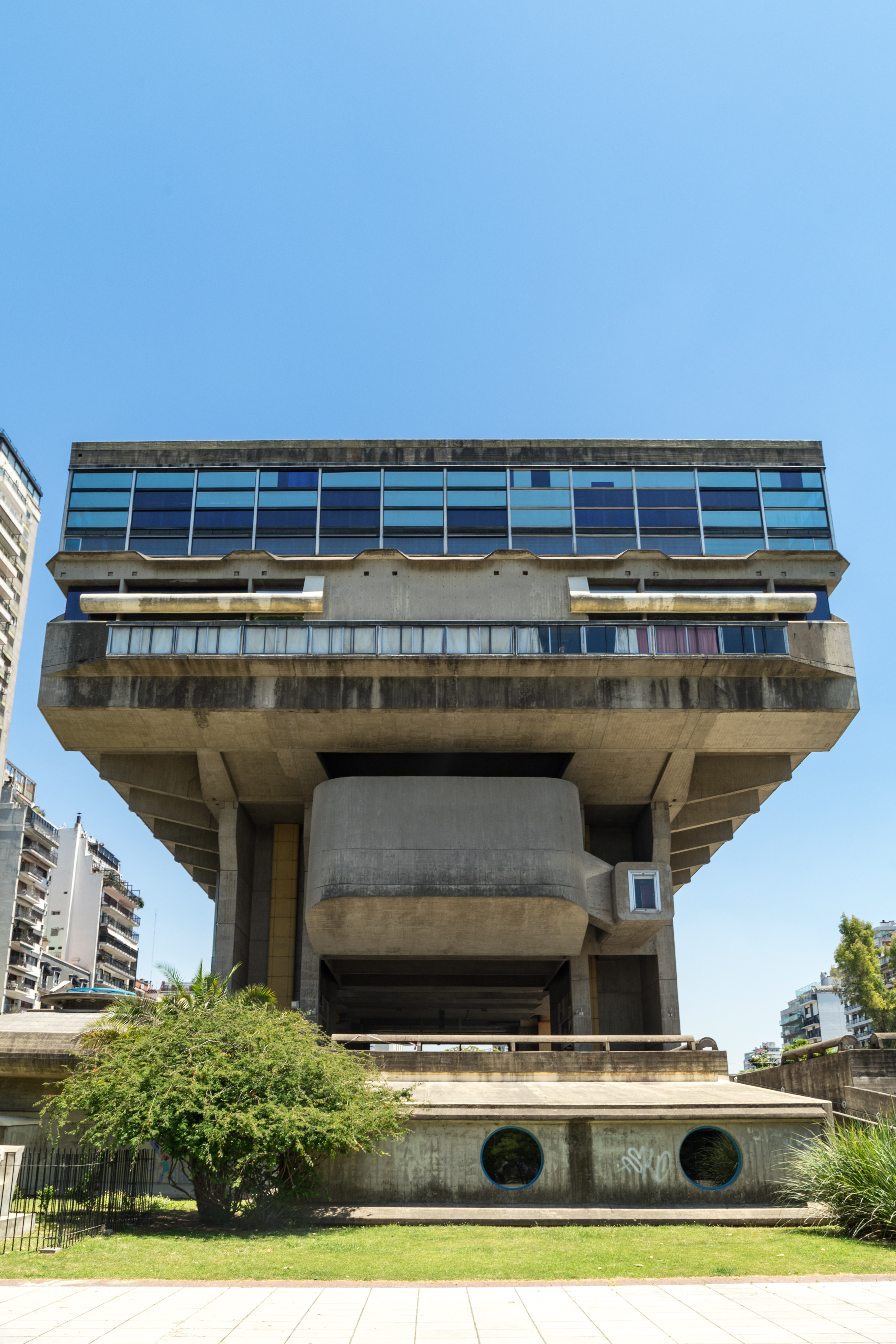
Die Nationalbibliothek

Die Nationalbibliothek der Republik Argentinien ist die größte Bibliothek in Argentinien und eine der wichtigsten in Amerika. Sie steht im Stadtteil Recoleta. Ursprünglich war sie als öffentliche Bibliothek von Buenos Aires gedacht, als sie 1810 gegründet wurde. 1884 wurde sie zur Nationalbibliothek. Ihr erster Standort war eine Villa, die den Jesuiten gehörte, im Stadtteil Montserrat. Das heutige Gebäude wurde am 10. April 1992 eingeweiht. Die Architekten waren Clorindo Testa, Francisco Bullrich und Alicia Cazzaniga.

### Palacio San Martín
Hauptartikel: Palacio San Martín
Der San-Martín-Palast (ursprünglich Palacio Anchorena) steht auf der Plaza General San Martín im Stadtteil Retiro. Ab 1936 diente er als Außenministerium, heute wird er von diesem zu Repräsentationszwecken benutzt. Der Palast enthält viele Kunstwerke von argentinischen und amerikanischen Künstlern des 20. Jahrhunderts, darunter von Antonio Berni, Pablo Curatela Manes, Lino Enea Spilimbergo und Roberto Matta.

## Andere Gebäude

### Club de Pescadores
Hauptartikel: Club de Pescadores

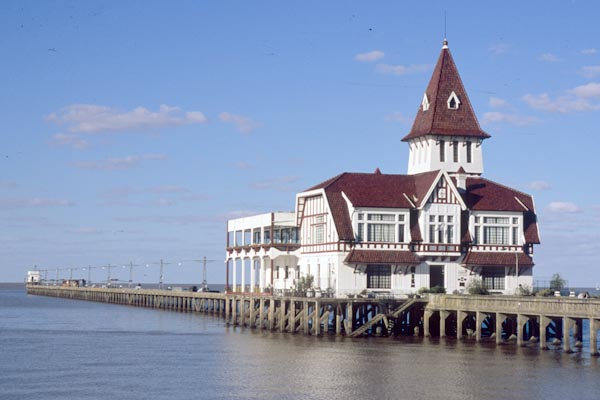
Club de Pescadores

Der „Club der Fischer“ liegt am Ufer des Río de la Plata an der Avenida Costanera Norte.
1926 entstand ein Plan, einen Pier mit einem Vereinshaus zu konstruieren. 1928 wurde die Genehmigung hierfür erteilt. 1930 wurde der Pier eingeweiht, am 16. Januar 1937 das Haus. Der Architekt war José N. Quartino. 2001 wurde der Club de Pescadores zum Nationalen Historischen Monument erklärt und gilt seitdem als eines der Wahrzeichen der Stadt.

### Confitería del Molino
Hauptartikel: Confitería del Molino

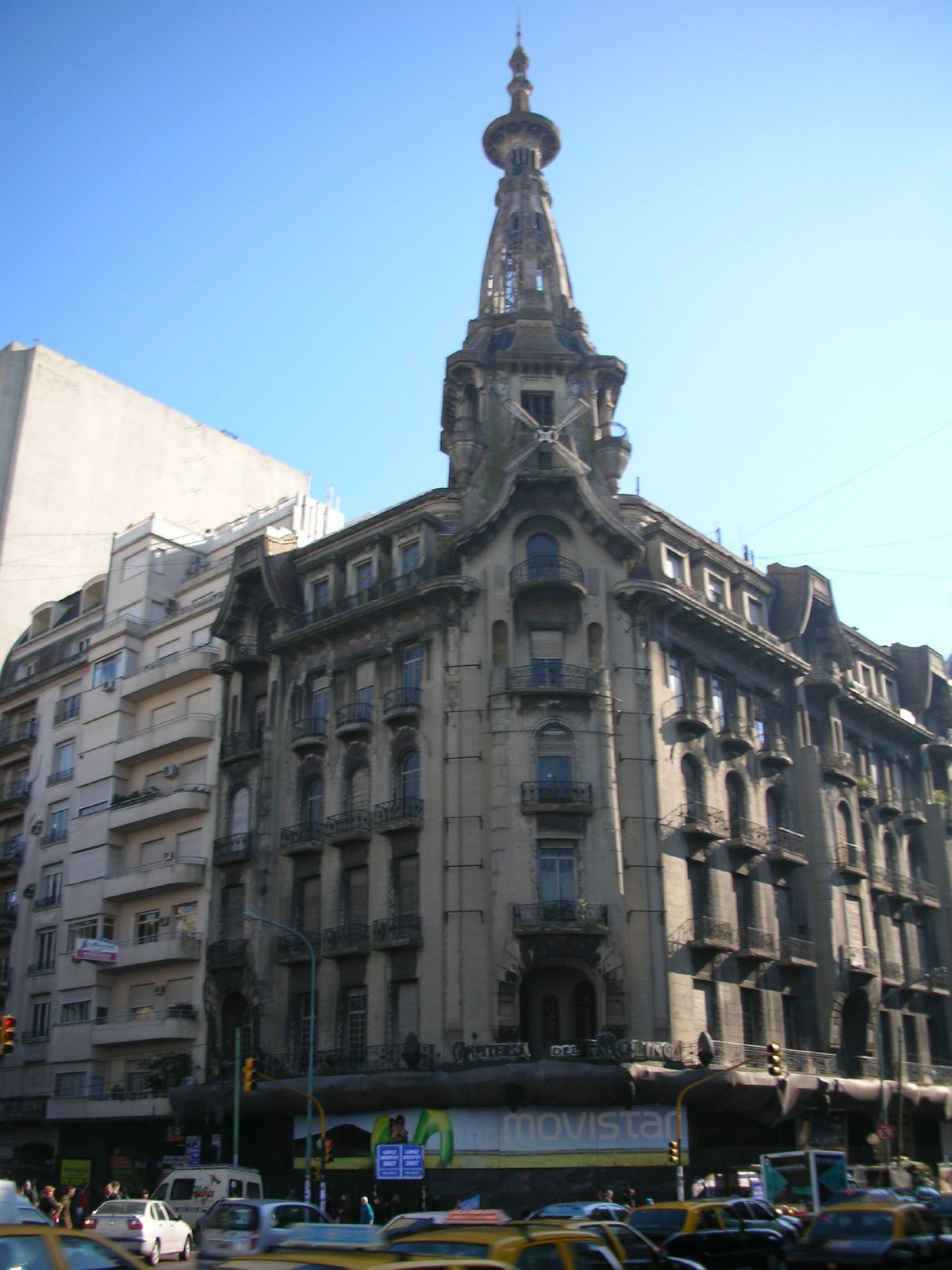
Confitería El Molino

Das Kaffeehaus befindet sich an der Kreuzung Avenida Callao und Avenida Rivadavia im Stadtteil Balvanera. Als es 1917 eröffnet wurde, war es eines der höchsten Gebäude der Stadt. Seinen Namen erhielt es von den Windmühlenflügeln am Turm. Das Del Molino wurde zu einem beliebten Treffpunkt für die Oberschicht. Das Café selber schloss am 23. Februar 1997 und wird heute nur gelegentlich geöffnet, um auf den dringenden Renovierungsbedarf hinzuweisen, ohne den das Gebäude verfallen wird. 1997 wurde das El Molino zum Nationalen Historischen Monument erklärt.

### Edificio Kavanagh

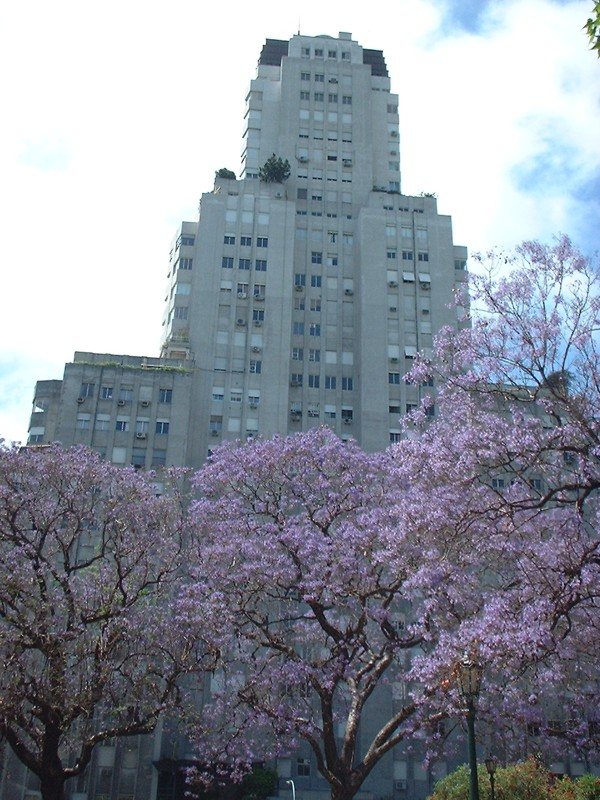
Edificio Kavanagh

Das Kavanagh-Gebäude an der Calle Florida 1065 wurde in den 1930er Jahren im Stil des Rationalismus von Gregorio Sánchez, Ernesto Lagos und Luis María de la Torre erbaut. Seine Merkmale sind die Strenge der Linien, das Fehlen von Ornamenten und seine großen orthorhombischen Formen. 1939 vergab das American Institute of Architects einen Preis für seine Fassade. 1999 wurde es zum Nationalen Historischen Monument erklärt. Nach wie vor ist es eines der eindrucksvollsten architektonischen Meisterwerke von Buenos Aires. 120 Meter hoch, kann es sich immer noch gegen die moderne Skyline der Stadt behaupten.

## SAFICO-Gebäude

### Galerías Pacífico
Die Galerías Pacífico ist ein Einkaufszentrum auf der Calle Florida, Ecke Avenida Córdoba. Das Gebäude wurde von den Architekten Emilio Agrelo und Roland Le Vacher 1889 im „Beaux Arts-Stil“ erbaut und war als Kaufhaus Argentine Bon Marché gedacht. Vorbild hierfür war das Le Bon Marché in Paris.
1945 wurde es umgebaut von den Architekten José Aslan und Héctor Ezcurra, wobei die Büros aus dem Gebäude ausgelagert wurden. Außerdem wurde eine große Kuppel konstruiert und mit 12 Fresken der Künstler Lino Enea Spilimbergo, Antonio Berni, Juan Carlos Castagnino, Manuel Colmeiro und Demetrio Urruchúa dekoriert. Diese Fresken gehören zu den bedeutendsten in Buenos Aires.
Nachdem es einige Jahre leerstand, wurde es von Juan Carlos López renoviert und 1990 als Galerías Pacífico wiedereröffnet. Im Zuge der Renovierung wurden vier weitere Fresken von Romulo Maccio, Josefina Robirosa, Guillermo Roux und Carlos Alonso der Kuppel hinzugefügt. Außer den Ladengeschäften enthält die Galerie auch das „Jorge Luis Borges Kulturzentrum“ und die „Julio Bocca-Tanzschule“.

### Palacio Barolo
Hauptartikel: Palacio Barolo
Der Palacio Barolo ist ein Bürogebäude mit 22 Stockwerken an der Avenida de Mayo 1370. Gebaut wurde es von dem italienischen Architekten Mario Palanti im Auftrag des Unternehmers Luis Barolo. Dieser kam als italienischer Einwanderer 1890 nach Argentinien und erarbeitete ein Vermögen mit Strickwaren. Der eklektische Entwurf ähnelt dem des Palacio Salvo in Montevideo (Uruguay). Der Palacio Barolo wurde im Einklang mit der Vorstellung vom Kosmos in Dantes Göttlicher Komödie gebaut, angeregt durch die Bewunderung des Werkes durch den Architekten.
Als der Palast 1923 fertiggestellt war, war es das höchste Gebäude in Südamerika. Bis 1953, als das Edificio Kavanagh eröffnet wurde, war es das höchste Gebäude der Stadt. Der Leuchtturm oben auf dem Gebäude kann bis Montevideo gesehen werden.

### Puente de la Mujer

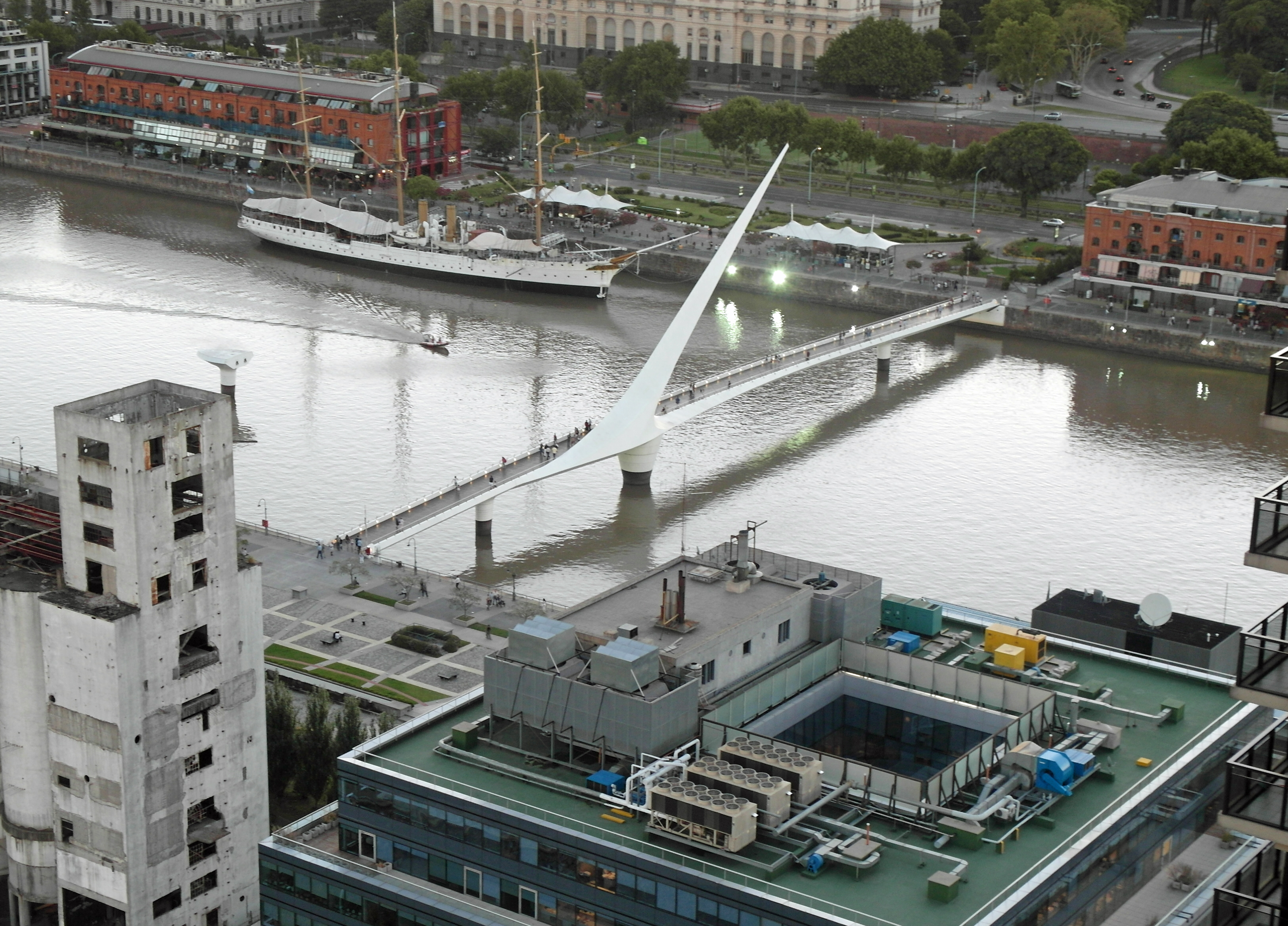
Puente de la Mujer

Die „Frauenbrücke“ im Stadtteil Puerto Madero ist eine Fußgängerbrücke und wurde 2001 eröffnet. Sie ist ein Entwurf des spanischen Architekten Santiago Calatrava. Die Brücke ist 160 Meter lang und 6 Meter breit, der Mast ist 39 Meter hoch. Die Brücke schwingt zur Seite, um Schiffe durchzulassen. Sie wurde in Spanien gebaut und in Teilen nach Buenos Aires transportiert. Calatrava sagte über die Brücke, sie stelle ein Paar dar, das Tango tanzt. Der Mast repräsentiere den Mann, die geschwungene Silhouette der Brücke die Frau.

### Teatro Colón
Hauptartikel: Teatro Colón
Das Teatro Colón wurde 1908 nach 20 Jahren Bauzeit eröffnet und gehört zu den wichtigsten Opernhäusern der Welt. Das hufeisenförmige Auditorium hat 2.487 Sitzplätze (etwas mehr als das Royal Opera House in London), 1.000 Stehplätze und eine Bühne, die 20 Meter breit, 15 Meter hoch und 20 Meter tief ist. Was die Akustik angeht, soll es zu den 5 besten Opernhäusern der Welt gehören.